# 日比野駅 (名古屋市)
日比野駅（ひびのえき）は、愛知県名古屋市熱田区大宝1丁目にある、名古屋市営地下鉄名港線の駅である。

## 概要
駅番号はE02。アクセントカラーは、赤色。
近隣の地名表記は比々野（比々野町）だが、駅名にある日比野の表記も交差点名や学校名・店名などに広く用いられている。
manacaの利用履歴では、当駅は市地日比と表示され、愛知県愛西市にある名鉄尾西線の日比野駅と区別している。

## 歴史
- 1971年（昭和46年）3月29日：名古屋市営地下鉄2号線名城線の駅として開業する。
- 1989年（平成元年）デザイン博開催により全面改装を受ける。
- 2004年（平成16年）10月6日：4号線の名古屋大学 - 新瑞橋間開業に伴う路線名の改称により、名港線の駅となる。
- 2007年（平成19年）4月1日：新たに5番出入口の供用を開始する。同時期にエレベーターの供用も開始。
- 2020年（令和2年）6月29日：可動式ホーム柵使用開始[2]。

## 駅構造

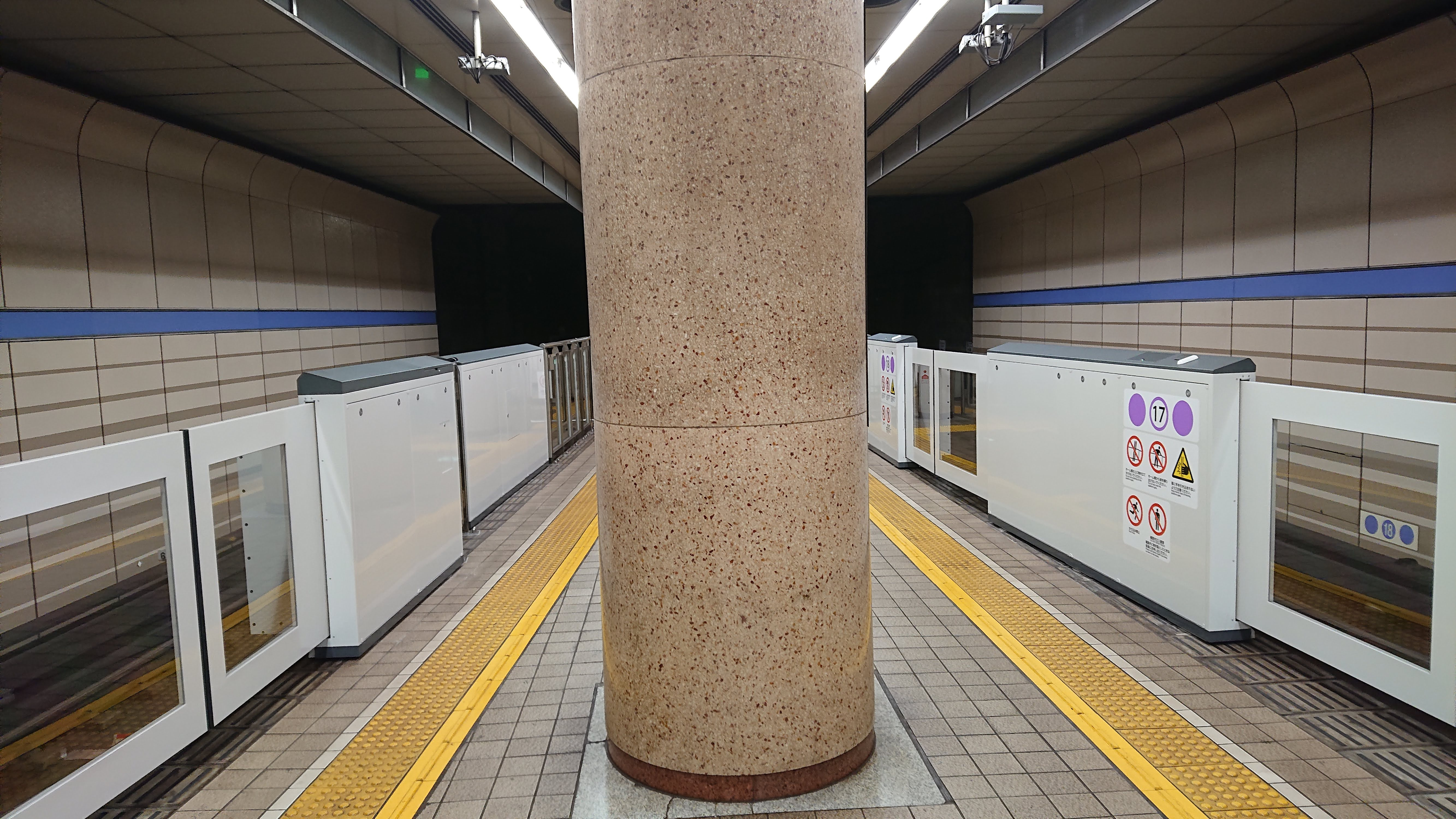
ホーム（2020年7月）

島式1面2線のホームをもつ地下駅で可動式ホーム柵が設置されている。当駅は金山から方面別に掘られた単線のシールドトンネルが合流する地点に位置し、駅構内でもなお両者の線路が接近しつつあるため、金山方に向かってホームの幅が広くなる格好になっている。
2011年（平成23年）3月27日より、駅業務は日本通運に委託されている。
当駅は、名城線南部駅務区金山管区駅が管轄している。
構内の駅名標には、近隣施設である中央卸売市場が併記されている。

### のりば
| ホーム | 路線            | 行先                 |
| ------ | --------------- | -------------------- |
| 1      | 名港線          | 東海通・名古屋港方面 |
| 2      | 名港線・ 名城線 | 金山・栄・大曽根方面 |

## 駅周辺の施設
| - 白鳥公園 - 名古屋国際会議場 - センチュリーホール - 熱田白鳥の歴史館 - 名古屋市中央卸売市場 本場 - 名古屋市障害者雇用支援センター（サンハート） - 日比野商店街 - ネッツトヨタ中京 本社（日比野店と同居） - 熱田リハビリテーション病院 | - 名古屋学院大学 名古屋キャンパス - 日比野学舎 - 大宝学舎 - 白鳥学舎 - 名古屋市立日比野中学校 - 名古屋市立野立小学校 - 名古屋市立大宝小学校 - 名古屋比々野郵便局（駅名と文字が異なる） - 江川線（名古屋市道江川線） |

## バス路線
いずれの事業者も、バス停の名称は日比野である。
名古屋市営バス
- 栄22：栄 - 日比野 - 港区役所
- 熱田巡回：神宮東門 - 日比野 - 神宮東門

三重交通バス
- 50：名鉄バスセンター - 日比野 - かの里車庫・桑名駅前
- 60：名鉄バスセンター - 日比野 - 長島温泉
※ 2008年（平成20年）10月15日をもって廃止。
- 61：名鉄バスセンター - 日比野 - 南桑名
- 64：名鉄バスセンター - 日比野 - サンビーチ日光川

## 利用状況
名港線の駅では金山駅に次いで利用客が多い。白鳥公園を越えた先にある西高蔵駅より大きく上回っている。
名古屋市統計年鑑によると、当駅の一日平均乗車人員は以下の通り推移している。
- 2004年度：6,771人
- 2005年度：6,860人
- 2006年度：7,030人
- 2007年度：8,143人
- 2008年度：8,268人
- 2009年度：8,027人
- 2010年度：8,321人
- 2011年度：8,063人
- 2012年度：8,199人
- 2013年度：8,223人
- 2014年度：8,331人
- 2015年度：8,560人
- 2016年度：8,693人
- 2017年度：9,133人
- 2018年度：9,230人
- 2019年度：9,345人

## 隣の駅
名古屋市営地下鉄
 名港線
金山駅 (E01) - 日比野駅 (E02) - 六番町駅 (E03)